# Pierre Bertogne
Pierre Bertogne (25. června 1898, Lucemburk – 10. února 1990) byl lucemburský drogista, fotograf a filmař. V Lucemburku v Groussgaass měl drogerii a prodával zde také fotografické vybavení a fotoaparáty.

## Životopis
Pierre Bertogne byl jedním ze zakladatelů lucemburských amatérských filmařů a v roce 1952 byl také jejich prvním prezidentem.
V roce 1994 Pierre Bertogne obohatil fondy Fototéky Lucemburk o dalších 16 000 snímků pořízených během 30. a 40. let 20. století, které zahrnují fotografie lucemburské okupace během druhé světové války a jeho následného osvobození.

## Filmy Pierra Bertogneho
- 30. nebo 40. léta: Lekce náboženství na nádraží (19 min) [2]
- 1936: Sirotci na Schueberfouer (10 min)
- 1938: Loushläissen v Eislücku (14 min)
- 1938: Inspekce trhu inspektorem Bernardem (10 min)
- 1939: Oslava stého výročí v Réimech (7 min)
- 1939: Mléko a máslo (40 min), spolu s Alfredem Heinenem
- 1944: Lucembursko je zdarma (17 min)
- 1945: Régions dévastées, Echternach (10 min), spolu s Pierrem Kintzingerem